# Manoppello
Manoppello é uma comuna italiana da região dos Abruzos, província de Pescara, com cerca de 5.630 habitantes. Estende-se por uma área de 39 km², tendo uma densidade populacional de 144 hab/km². Faz fronteira com Alanno, Casalincontrada (CH), Chieti (CH), Lettomanoppello, Rosciano, Serramonacesca, Turrivalignani.

## Demografia
| Variação demográfica do município entre 1861 e 2011                               |
|                                                                                   |
| Fonte: Istituto Nazionale di Statistica (ISTAT) - Elaboração gráfica da Wikipedia |